# Phlogophora reducta
Phlogophora reducta là một loài bướm đêm trong họ Noctuidae.